# Moving McAllister
Moving McAllister é um filme norte-americano de comédia de 2007 estrelado por Mila Kunis, Jon Heder, Rutger Hauer e Billy Drago. O filme foi rodado em grande parte em Utah e no Condado de St. Johns, Flórida, e foi produzido pela Camera 40 Productions. Foi lançado em 14 de setembro de 2007 nos Estados Unidos.

## Elenco
- Ben Gourley - Rick Robinson
- Mila Kunis - Michelle McAllister
- Jon Heder - Orlick "Orlie" Prescott Hope
- Rutger Hauer - Maxwell McAllister
- Hubbel Palmer - Carl
- Billy Drago - The Lady
- Peter Jason - Mr. Robinson
- Catherine Grace - Mrs. Robinson
- Patrika Darbo - Debbie
- Joe Unger - Lanky
- William Mapother - Bob
- Zack Ward - Earl
- Mary Pat Gleason - Margerie
- Tomek Debowski - Tomek
- Maclain Nelson - Bear Diddly
- Whitby Hertford - Fast-Food Cashier
- Lucila Solá - Petals
- Buck Huntington - Vincent

## Recepção

### Bilheteria
Em sua semana de estreia, exibido em 86 teatros, Moving McAllister fez 28,665 dólares (aprox. 152.784,45 reais). Completou sua campanha doméstica duas semanas depois por um total de 42,538 dólares (aprox. 226.727,54 reais).

### Resposta da crítica
O filme recebeu majoritariamente reviews negativas. O site Rotten Tomatoes aponta que 10% dos críticos deram ao filme uma review positiva, baseada em 10 reviews com uma pontuação média de 2,8 de 10. Ainda no Rotten Tomatoes, o público avaliou o filme com 29% de aprovação. Outro site, Metacritic, apenas proveu três avaliações, mas classificou o filme numa pontuação por média aritmética de 43 de 100. Os usuários deram uma avaliação de 5,4 de 10. No IMDb, a classificação foi de 5,3/10 com base em 3,8 mil avaliações.